# チャルームプラキアット郡 (ナコーンラーチャシーマー県)
座標: 北緯15度0分18秒 東経102度16分18秒 / 北緯15.00500度 東経102.27167度
チャルームプラキアット郡（チャルームプラキアットぐん）はタイ東北部・ナコーンラーチャシーマー県にある郡（アムプー）である。

## 名称
チャルームプラキアットとは「（王の）御威光の祝賀」と言う意味である。

## 歴史
1996年12月5日、ラーマ9世（プーミポンアドゥンラヤデート）の即位50周年を記念してチャッカラート郡から、タムボン・チャーントーン、タムボン・ターチャーン、タムボン・プラプット、タムボン・ノーングールアム、タムボン・ノーンヤーンが分離して設置された。

## 地理
郡はムーン川の形成した盆地、コーラート台地にある。郡の南部はやや高くなっている。
交通は、タイ国鉄が通っており、郡南部にナコーンラーチャシーマー空港があるほか、国道226号線が東西に通っており、東にブリーラム方面、西にナコーンラーチャシーマー方面とつながっている。

## 経済
郡の主要な経済は農業であり、コメ、サトウキビ、野菜類などを生産する。

## 行政区分
郡は5のタムボンに分かれ、さらにその下位に61の村（ムーバーン）がある。自治体（テーサバーン）があり以下のようになっている。
- テーサバーンタムボン・ターチャーン・・・タムボン・ターチャーン、タムボン・チャーントーンの一部

また郡内には、5のタムボン行政体（オンカーンボーリハーンスワンタムボン）がある。
1. タムボン・チャーントーン・・・ช้างทอง
2. タムボン・ターチャーン・・・ท่าช้าง
3. タムボン・プラプット・・・พระพุทธ
4. タムボン・ノーングールアム・・・หนองงูเหลือม
5. タムボン・ノーンヤーン・・・หนองยาง